# Barticești
Barticești – wieś w Rumunii, w okręgu Neamț, w gminie Botești. W 2011 roku liczyła 2031 mieszkańców.